# Roella glomerata
Roella glomerata är en klockväxtart som beskrevs av A.Dc. Roella glomerata ingår i släktet Roella och familjen klockväxter. Inga underarter finns listade i Catalogue of Life.